# TUBEst III
『TUBEst III』（チューベスト・スリー），是夏之管(TUBE)的第3張的精選輯。

## 解説
- 作為初次亮相15週年紀念被推出了。從1996年開始1999年的單人和，來自過去的樂曲的要求多的作品後面爐灶做被收錄。只第一回生產限量版白袖情況配置。
- 2000年當時已經CD的銷售額低調做著,不過獲獎了比成為，最佳的要素在隔了4年時記錄強也許因為是不是首位「Only Good Summer(1996年)以來」初震銷售額記錄前作「Blue Reef」(1999年)的16.9萬張(件)高(貴)9萬張(件)的25.0萬張(件)也突破100萬張

(件)的大擊中的
- 2000年的Gold disk大獎（arubamuobuzaiya）都。
- 2曲進入獎金CD附帶。
- 以限期TUBEst III買主對象的sukurinseiba的散發被進行了。（為個人電腦插入CD用進行認證的系統提

供）2003年、Sony MusicAssociated Record被再推出的（規格編號AICL-1430/1）。

## 收錄曲目
（全作詞：前田亘輝／作曲：春畑道哉／編曲：夏之管(TUBE)（特記以外））

### DISC1
1. Only You你和夏天的日（Only You 君と夏の日を）（4:19）
2. 熱情（情熱）（5:04）
3. Purity～純粹～（Purity 〜ピュアティ〜）（4:16）
4. ―純情―（3:54）
5. ―煙火―（-花火-）（3:54）
6. 一定是哪裡（きっと どこかで）（3:31） 編曲：池田大介・夏之管(TUBE)

1. 向日葵（ひまわり）（4:26）
2. Yheei!（4:59） 編曲：池田大介・TUBE

1. IN MY DREAM（4:28） 編曲：池田大介・TUBE

1. ベストセラー・サマー（Re-newed Singles）（3:45） 作詞：三浦徳子／作曲：鈴木キサブロー／編曲：小野塚晃

1. SUMMER DREAM（Re-newed Singles）（4:35） 作詞：亜蘭知子／作曲：織田哲郎／編曲：吉川忠英

1. SUMMER CITY（Re-newed Singles）（4:18） 作曲：前田亘輝／編曲：島英二

1. A―暑假（あー夏休み）（Re-newed Singles）（4:21）
2. 再見Yesterday（さよならイエスタデイ）（Re-newed Singles）（4:57） 編曲：沓野行秀

1. 玻璃的記憶（ガラスのメモリーズ）（Re-newed Singles）（5:07） 編曲：葉山たけし

### DISC2
1. 季節·界內·The 太陽（シーズン・イン・ザ・サン）（Re-mixヴァージョン）（4:21） 作詞：亜蘭知子／作曲・編曲：織田哲郎

1. 擁抱夏天（夏を抱きしめて）（Acousticヴァージョン）（4:55）